# اکوره ختک
اَکوره خَتَّک (به اردو: اکوڑہ خٹک) شهر کوچکی است با حدود ۱۹ هزار نفر جمعیت در جاده پیشاور به راولپندی در استان خیبر پختونخوا پاکستان.
اکوره ختک زادگاه خوشحال‌خان ختک، شاعر نامدار پشتون است و به یاد او در شهر اکوره ختک کتابخانه‌ای به نام «کتابخانه یادبود خوش‌حال خان ختک» ساخته شده‌است.

## پیشینه
شهرک اکوره نام خود را از نام «ملک اکور» پدربزرگ خوش‌حال خان گرفته‌است. ارتش شیرشاه سوری در این مکان دو چاه کندند و آن را به استراحتگاهی تبدیل کردند و به آن نام «سرای ملِک پوره» دادند و کاروان‌هایی که از آسیای میانه می‌آمد در این محل می‌آسودند.
در سال۱۵۸۱ میلادی جلال‌الدین محمد اکبر، پادشاه گورکانی هند، برای رویارویی با شورش برادر خود، میرزا حکیم، به پیشاور آمد و چند سالی را در آن شهر گذارند. در جریان اقامت او در پیشاور وی جرگه‌ای برای بهبود اوضاع منطقه ترتیب داد و در این جرگه ریش‌سفیدان از فردی به نام ملک اکور خان نام بردند که در نیلاب (نظام‌پور) زندگی می‌کرد و با راهزنی‌های خود در شاهراه‌های اصلی برای حکومت گروکانی مشکلاتی را ایجاد کرده‌بود.
پادشاه برای چاره کردن این مشکل دستور داد تا ملک اکور خان را مسئول خراج گرفتن از کاروان‌ها در گذرگاه رود سند در منطقه اَتُک کنند. ملک اکور خان نیز برای این منظور به «سرای ملک پوره» آمد و این محل را اقامتگاه خود نمود. این روستا با گذر زمان به «سرای اکور ختک» معروف شد و بعدها نام آن به صورت اکوره ختک درآمد.
در سال ۱۸۲۰ سیک‌های پنجاب پیشاور و دیگر مناطق پشتون‌نشین را تسخیر کردند و تا سال ۱۸۴۹ در این مناطق فرمان راندند. در سال ۱۸۲۶ مجاهدین اسلام به همراه سید احمد بریلوی در اکوره ختک با سیک‌ها جنگیدند.
در سال ۱۸۳۴ سردار لهنه سینگ در اکوره ختک دژی را در نزدیکی رود کابل بنا کرد و احمد خان را سرکرده این دژ نمود.
در زمان انگلیسی‌ها در سال ۱۸۵۰ شهرستان اکوره ختک تأسیس شد و لرد دالهوزی، فرماندار کل هندوستان در ۲۳ مارس ۱۸۵۱ از اکوره ختک بازدید کرد.
در دوران مولانا محمود الحسن (۱۸۵۰ـ ۱۹۲۱) که یکی از برجسته‌ترین علمای نسل دوم مکتب دیوبندی به شمار می‌آید، مدارس دینی زیادی با تفکر دیوبندی در ایالت سرحد پاکستان تأسیس شد. همزمان با این دوره، مدارس متعلق به اهل حدیث (جناح دیگر وابسته به دیوبند) نیز در ایالت سرحد شمال غربی بر فعالیت‌های خود افزودند و مدارسی را در اکوره ختک، اترک، دره کتر و دیگر نقاط ایجاد کردند.
حوزه دینی دارالعلوم حقانیه اکوره ختک از مدرسه‌های دینی معروف در این بخش از پاکستان شد.
سناتور مولانا سمیع‌الحق مدیر دارالعلوم حقانیه اکوره ختک و عضو مجلس سنای پاکستان روز سوم اردیبهشت ۱۳۸۳ برای شرکت در کنفرانس وحدت اسلامی به ایران آمد.
در سال ۱۹۱۶ نخستین کلانتری پلیس در اکوره ختک برپا شد و در سال ۱۹۲۳ راه‌آهن از این منطقه گذشت.
در سال ۸۹ خورشیدی منابع پاکستانی اعلام کردند که توطئه قتل بی‌نظیر بوتو، نخست‌وزیر پیشین پاکستان از سوی «تحریک طالبان» این کشور و در مدرسه حقانیه اکوره ختک طراحی شده بود.